# 香港學
香港學，或稱香港研究，是東亞研究底下的一個子領域，當中以對香港的人文社科研究為主軸。它涵蓋了對香港语言、社会、文化、创意产业、经济、政治、历史、环境的研究。

## 學術研究
香港大學現代語言及文化學院設有香港研究文學學士學位課程。香港教育大學在2015年7月設立了香港研究學院，以此在學術界內推廣香港學的研究工作。該間大學的社會科學系亦提供全球及香港研究榮譽社會科學學士/碩士課程。
此外，不列顛哥倫比亞大學也推出了「共研香江計劃」，以望促進香港學的研究和教學工作。

### 學術期刊
- 《香港研究》：一份由香港中文大學出版，兼經過同行評審的期刊[6]。
- 《香港皇家亞洲學會報》：由皇家亞洲學會香港分會出版，領域包括香港及南中國之人文、社科研究[7]。

## 香港學相關學會
香港學會是一間總部設在香港的非牟利學術機構。它以加强世界各地香港研究學者之間的合作為宗旨。英国的香港研究協會（Hong Kong Studies Association）是一間為歐洲眾多香港研究學者提供交流平台的學術機構。皇家亞洲學會香港分會則較集中於香港歷史研究，並有出版「皇家亞洲學會香港研究叢書」。